# پخش زنده شنبه شب (فصل ۴۳)
چهل‌ و سومین فصل از مجموعه کمدی ان‌بی‌سی، پخش زنده شنبه شب است که در ۳۰ سپتامبر ۲۰۱۷ آغاز شد و در ۱۹ مه ۲۰۱۸ به اتمام رسید. نخستین قسمت از این فصل توسط رایان گاسلینگ میزبانی شد و جی-زی به عنوان خواننده مهمان در این حضور یافت.